# Haus Sölling

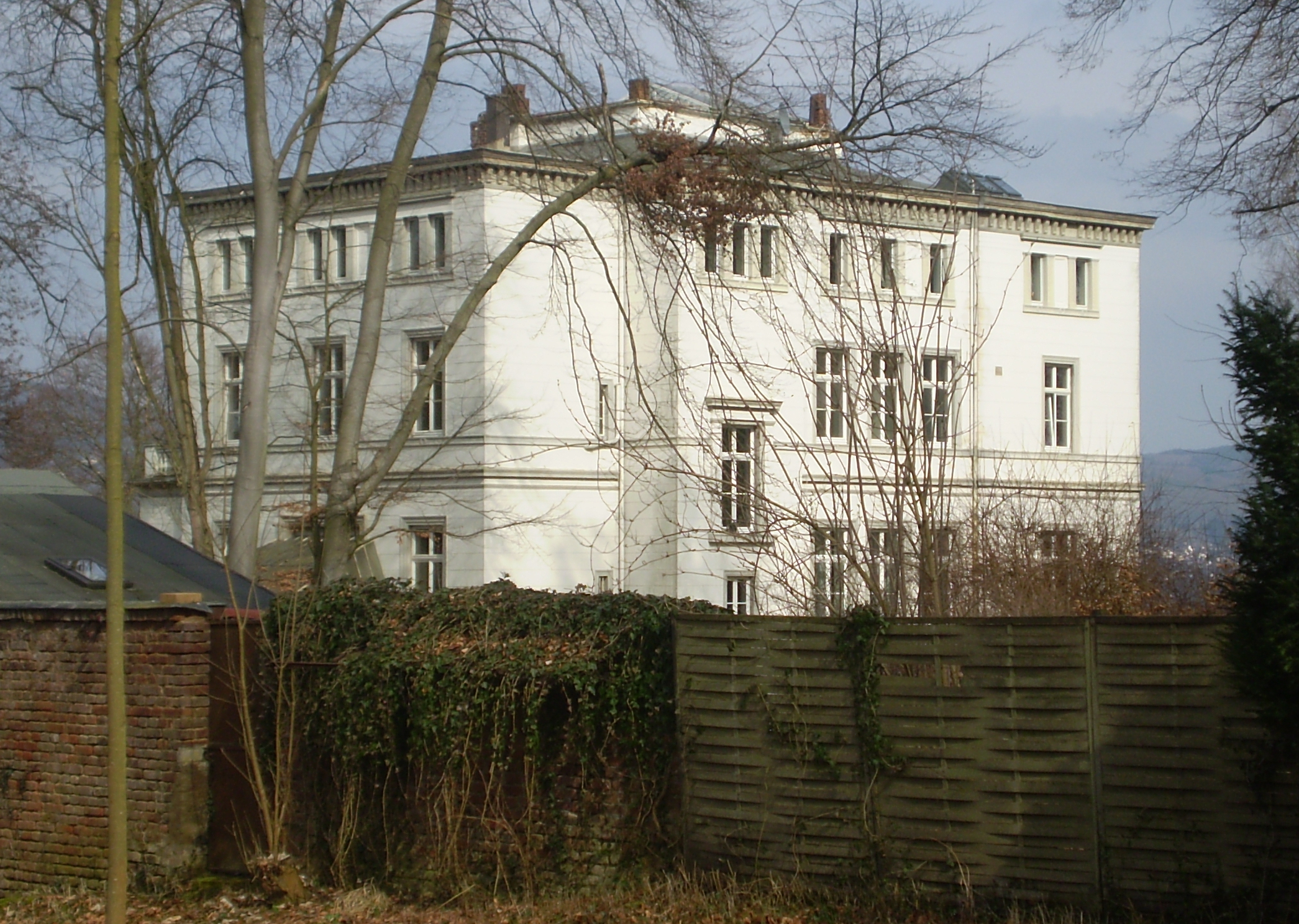
Haus Sölling, Straßenansicht

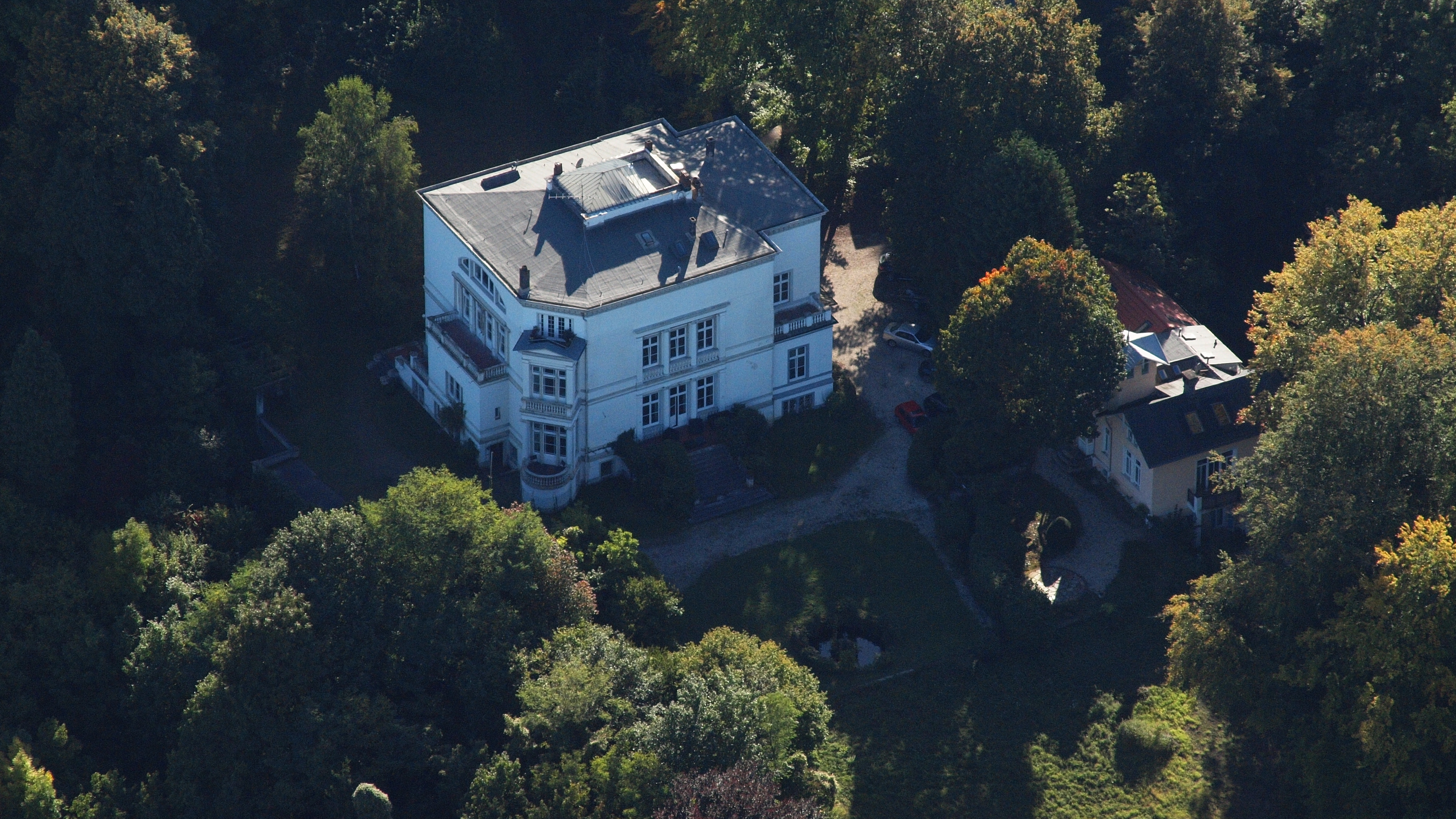
Haus Sölling, Luftaufnahme

Das Haus Sölling (auch Villa Sölling; ursprünglich Villa „auf dem Rott“) ist eine Villa in Rolandseck, einem Ortsteil der Stadt Remagen im rheinland-pfälzischen Landkreis Ahrweiler. Die Putzvilla wurde von 1858 bis 1860 errichtet und lässt sich dem Spätklassizismus zurechnen. Sie steht gemeinsam mit ihrem Garten als Kulturdenkmal unter Denkmalschutz.

## Lage
Die Villa liegt oberhalb der linksrheinischen Eisenbahnstrecke in der Straße Am Kasselbach (Hausnummer 4) auf einer Höhe von etwa 85 m ü. NHN, rund 35 m über dem Rhein. Sie befindet sich am nördlichen Ende eines Bergrückens zwischen dem Tal des Kasselbachs im Westen und der Ebene von Rolandseck im Osten.

## Geschichte

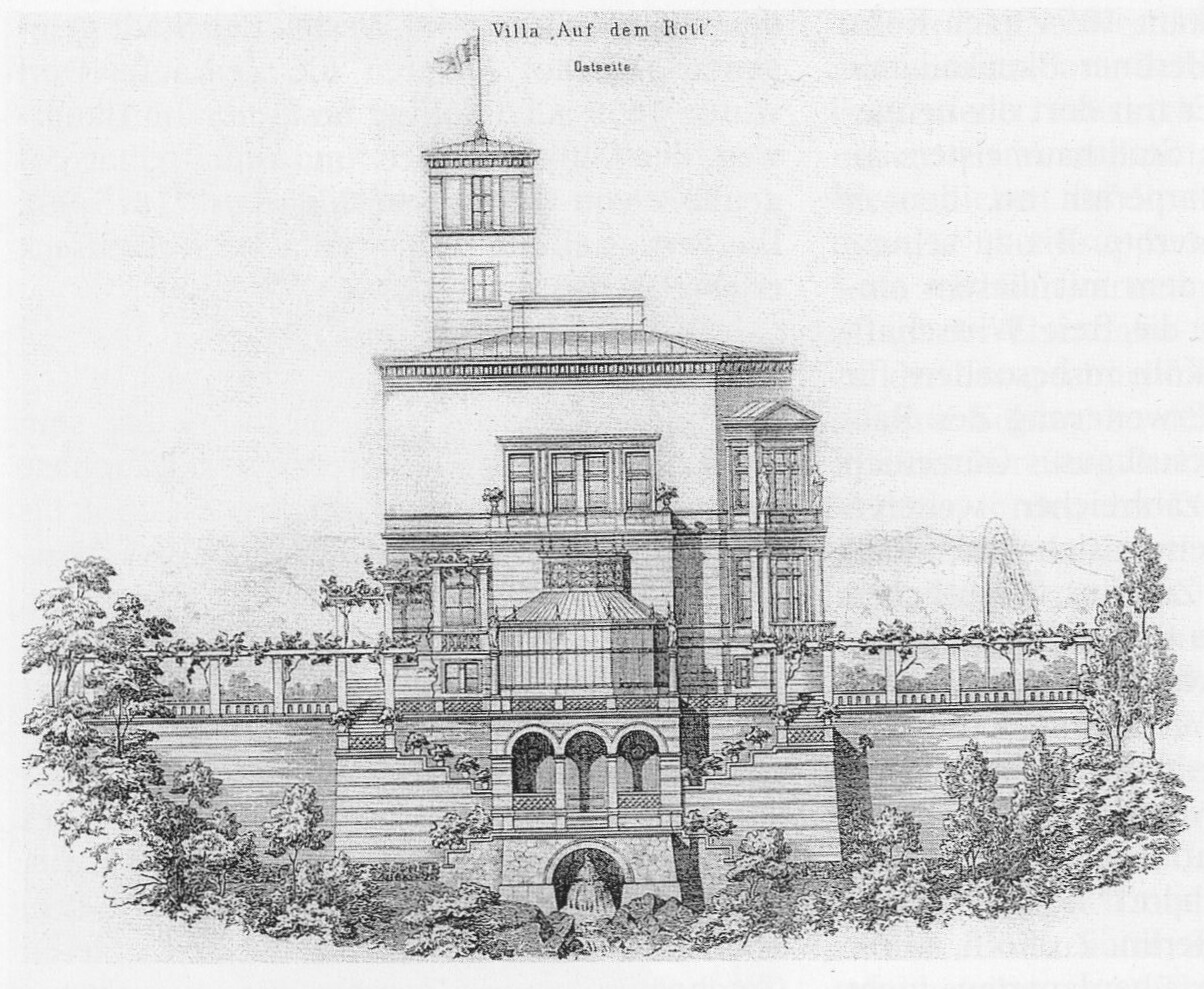
Ursprünglicher Entwurf von Raschdorff

Bauherr der Villa war der Kaufmann Friedrich Heinrich Sölling (1815–1859), Teilhaber eines in Familienbesitz befindlichen Essener Handelshauses sowie Geschäftspartner von Alfred Krupp. Über diesen sowie über seine in Köln beheimatete Ehefrau erhielt er Einzug in die Gesellschaft der Kölner Industriellen, die Mitte des 19. Jahrhunderts im Rheintal südlich von Bonn zahlreiche Villen als sommerliche Residenzen erbauten. Für diesen Zweck erwarb Sölling oberhalb von Rolandseck ein 40 Morgen großes Grundstück, als die Weiterführung der damaligen Eisenbahnstrecke Köln–Bonn nach Rolandseck (1858 fertiggestellt) bereits in Umsetzung war. Mit den Planungen für den Bau der Villa beauftragte Sölling den namhaften Architekten Julius Carl Raschdorff. Noch während die 1858 aufgenommenen Bauarbeiten im Gang waren, verstarb Sölling im Januar 1859. Der ursprüngliche Entwurf wurde daraufhin abgeändert, 1860 war die Villa fertiggestellt.
Das Anwesen wurde in Anlehnung an das Flurstück, in dem es sich befindet, „Villa auf dem Rott“ genannt. Von diesem Punkt, den Raschdorff als „gewiss eine[n] der schönsten in dem vielberühmten Rheintal“ bezeichnete, war der Blick über den nördlich gelegenen Bahnhof Rolandseck und die Rheininseln Nonnenwerth und Grafenwerth auf das Siebengebirge freigestellt. Im Vergleich zur ursprünglichen Planung war ein in das Haupthaus integrierter Turm weggefallen, außerdem hatten entgegen der Bedingung des Bauherrn nicht alle Räume in der angedachten Form einen eigenen Zugang erhalten. Die Villa wurde mit einem hohen Untergeschoss errichtet. Das Boudoir (Damenzimmer) im Obergeschoss war mit besonderem Aufwand ausgestattet worden und verfügte auch von dem sich anschließenden Erker aus über den besten Ausblick. Für den Eingangsbereich im Erdgeschoss war im Sommer eine Nutzung als Speisesalon vorgesehen. Zu dem Anwesen gehört ein zweigeschossiges Nebengebäude, das u. a. Stallungen und Remise beherbergte.
Nach dem Tod Söllings erwarb seine Witwe, Bertha Uellenberg (1821–1869), die Villa bei der zweiten Versteigerung im Juni 1861. Später, so in den Jahren nach 1895, bewohnte sie Söllings Sohn Alexander mit seiner Familie. Von den seither umgesetzten Veränderungen war vor allem die Eingangshalle betroffen, die bei der Einziehung von Zwischendecken auch ihr bisheriges Oberlicht verlor.
Von Mitte der 1950er-Jahre bis Frühjahr 1962 war Haus Sölling Sitz der Zentrale des Johanniterordens (Balley Brandenburg).